# Лустрација
Лустрација (лат. lustratiо чишћење, прочишћавање или lustrum):
1. антички обред чишћења, прочишћења, прања са водом или распршивањем воде гранчицама ловора или маслине или у Риму и са направом названом aspergillum. Лустрација је била повезана и са мирисом паљених твари, а на церемонији су се знале принашати жртве животиња у ритуалу који се односио како на људе, тако и на објекте.
2. политичка лустрација је нови израз узет из античких ритуала с новим политичким значењем за чистке и уклањање из јавног политичког живота примењен у неокапиталистичким државама источне Европе од 1990-их година против сурадника бившег социјалистичког поретка те против чланова комунистичких и радничких партија. За такво политичко-идеолошко значење користи се и неологизам лустризам.. Нови појам лустрације уведен је у Пољској (пољ. lustracja) одакле се проширио у друге језике

## Ритуал лустрације
У аничко доба обред се обаљао од ритуалног прања руку, утрљавања различитих ритуалних твари, као што су крв или глина, до врло сложених ритуалаа, од којих су неки имали и исповедање греха, и ритуалног чишћења читавих делова града. У случају кад је требало провести лустрацију (прочишћење) читаве заједнице, било због колективне кривице, или због акумулиране несреће или због лошег времена, кориштени су разни обреди, зависно од културног круга. Грци би у великој процесији кроз своје насеље, са свештеницима на челу провели - одређене особе или животиње за које су веровали да могу примити на себе нагомилано загађење. Њих би на крају те церемоније извели из свог насеља и тако се прочистили. За разлику од њих, - Римљани су практицирали, донети или провести лустрацијске животиње или предмете до (или око) особе или терена који је требало прочистити. Римљани су имали бројне ритуалне јавне обреде тог типа, као што су Луперкалије (процесија око брда Палатина) и Амбурбиа (процесија око града).
У старој Грчкој церемонију су организoвали појединц или град како би се очистили од учињеног злочина или за чишћење оскврнутог светог места, а у римској религији та је церемонија била за благосиљање и за заштиту божанстава, а не због кривице.

### Античка Грчка
У почецима је лустрација у древној Грчкој (κάθαρσις, катхарсис) био обичај ритуалног прања водом. Lустрације, за које данас знамо, су биле повезане са жртвовањем и другим верским обредима. И тад би се оне које треба прочистити - шкропило водом ловоровим или маслиновим гранчицама, али се прочишчавало и димом (за који се веровало да такођер има моћ чишћења) и приношењем жртвених животиња, које би се ритуално у процесији провеле кроз простор који треба прочистити.
Најпознатија старогрчка лустрација била је она коју је провео Епименид у Атини, након масакра над Килоновим присталицама коју је описао Диоген Леартије у својој књизи Животи и мишљења познатих филозофа (Књига I).
Грци би лустрирали и своја света места, кад би их се онечистило нечим што су они сматрали да не припада том месту, као што би било покапање мртвих на светом отоку Делос.

### Антички Рим
Римљани су, да би добили наклоност богова, лустрирали и поља након жетве (свецаност Арвали  (Фратрес) Арвалес), стада да их заштите од болести и зала (Палилиа, повезана са жртвама богињи Палес) и нове колоније те војску пре одласка у војне походе, а понављала би се у логорима пре битке.
Обреди лустрације су се проводили и да се прочисте градови, објекти или површине, на којима је почињен неки злочин или нека друга прљава радња. Сам град Рим, као и други градови под његовом влашћу, често би били лустрирани, након чудних догађаја или неких великих несрећа. У Риму се.редовито проводила лустрација целог римског народа сваких пет година, у тренутку када су ценсори извршили изборе и напуштали свој мандат. Отуд и појам лустро за петогодишње раздобље. Први је цар Септимиje Север увео ту церемонију када су се око окупљеног мноштва на Марсовим пољанама три пута проводило животиње које је требало жртвовати: свињу (сус), овна (овис) и бика (таурус) у ритуалу званом суоветаурилиа.
Друга редовна лустрација вршила се сваке године у фебруару, због тог јер се веровало да је бог Фебруус моћни лустратор.
Један од најчешћих разлога за лустрацију био је обичај да се на тај начин ослободи новорођенчад од свих штетних урока које су она можда добила рођењем. Церемонија лустрације се проводила кад је новорођено мушко дете навршило девет дана, а код девојчица - осам дана. Тај дан, назван диес лустрицус сви који ду додирнули мајку су свечано прали руке. На крају ритуала, кад се радило о дечачићу, он би добио (најчешће) мали златни амулет, зван bulla, који би се носио у кожној кесици око врата. Ту булу би носили све док не би израсли у мушкарца, тад су и мењали дотадању дечачку тогу са љубичастим рубом (тога праетеxта) за - тогу вирилис, какву су носили одрасли. Лустрацијске свечаности би кулминирале - именовањем детета, додељивањем службеног имена, и проматрањем лета птица како би се предвидила дететова будућност.

## Лустризам - политичка лустрација
Лустрација је нови политички израз за контроверзну појаву код конзервативних власти у државама источне Европе да су се законом и другим прописима те политичким кампањама у пракси одстрањивали за њих политички неприхватљиве левичаре из јавног живота, односно органа управе и парадржавних тела. Под удар лустризма нису дошли само агенти и сарадници сигурносних служби најодговорнијих за разне облике репресије у реал социјализму већ се у најширем смислу сводило на избацивање кадрова које се сматрало “одговорним за одржавање поретка” те прогон левичарске мисли и политичког деловања. Израз лустризам је постао својеврсни нoви cинoним за појаве сличне макартизму, a зa нeкe ayтope и стаљинистичким чисткама политичких противника.
Заговорници лустрације су најчешће спомињали потребе да се "младе демократије" штите од “реакционарних снага бившег система", односно да се кроз нове, комунистичком идеологијом "неинфициране" кадрове у држави што пре уведе капиталистички ('демократски') поредак.

### Примена
Лустрација је посебним законима најригорозније спровела уједињена Hемачка у бившој Источној Немачкој. ‘Њемачка је уједињена прикључењем ДДР-а западном дијелу земље, чиме су фактички преузете не само економске већ и политичке, друштвене и идеолошке вриједности Запада’’. Конзервативна власт “Геншерове Немачке” (Ханс-Диетрих Геншер) донаша посебан закон по коме, поред тога шта је одржан велик број јавних суђења особама које су некад радиле у тајној служби (Стаси), проводе се масовне чистке на основу “високе етичности и моралне исправности” па је тако на темељу таквих ‘критерија’ само у покрајини Саксонији око 1000 професора избачено са посла.
Лустрација у Пољској се односила на политику онемогучавања бившим члановима комунистима у суделовању у политичком и јавном живот те у државној служби. Први закон о лустрацији усвојио је пољски парламент већ 1992, али га је Уставни суд Републике Пољске прогласио неуставним. Доноси се нови закон о лустрацији који се односио на људе који су били на одређеним функцијама (заповедна одговорност), да би 1998. доласком радикалне деснице (Право и Правда) на власт и променом тог закона дошло до масовних процеса пред лустрацијским судовима тако да је до 2007. у лустристичким чисткама било обухваћено 100.000 људи, а многе је пресуде Врховни суд прогласио лажним. До којих размера су ишле чистке говори и податак да је два пута (2000. и 2010) обустављан поступак против пољског антикомунистицког лидера Леха Валесе јер је био сурадник  “Болкае”, а када је Црква, главни заговорник лустрације, након смрти папе Војтиле 2005, дошла на ред јер су њихови свештеници били сарадници пољских тајних служба једноставно је одбила суделовање у том поступку. На иницијативу браће Леха и Јарослава Кашинских (Lech и Jarosław Kaczyńsk) 2007. се предлаже драстичнији закон о лустрацији шта изазива супростављање демократскије опозиције јер се таквим законом 'ствара доушничка клима и лов на вештице типичан за макартизам', а по њима таква политика је названа кашизам (Kaczisam), термин у општем знаћењу као пољски пандан макартизму – тј. радикалном десничарском антикомунизму. У мају 2007. Уставни суд Пољске прогласио је тај нови закон неуставним, шта је западноевропска либералнија штампа поздравила јер је “Пољска показала да је слободна земља и поносно европска.”. Углавном у тој је “слободној дрзави” до 2013. процесуирано 300.000 грађана Пољске.
Лустрација је проведена у Румунији након обојане револуција, у Чешкој те последна у Украјини успоставом радикално десничарске власти након обојане револуције на Мајдану 2014. донаша се закон назван "У вези враћања поверења у судску власт Украјине", који се односио на лустрцију јавних функционера.
На постјугословенском простору углавном нису донашани лустристички закони (или је то формално учињено, осим у Македонији), а разлоге треба потражити на више страна, а најважнији је тај да самоуправни социјалистички поредак последних 30-ак година је напустио ранију ригидну фазу па се требало задирати у дубљу прошлост за “истеривање правде”. Најбољи је пример Словенија која је већ у социјализму покретала поступке за учињене неправде (нпр. 1976. поништење пресуда из ‘Дахауског процеса 1948. и 1949.’ те политичка рехабилитација на X. конресу СКСл 1986) па у рестаурацију капитализма Словенија улази без потребе за политичким реваншизмом, тј. чисткама тако да cy у телима управе, институцијама, а нарочито по предузећима остајали стари стручни кадрови, шта се сматра главним разлогом дa је дошло до стагнације словеначке привреде, али не и до привредног пропадања као у осталим југословенским државама. Други важан разлог недонашања лустристичких закона јесте да су владајуће конзервативне партије, као у Хрватској, спроводиле масовну чистку свих кадрова који нису прешли на њихову страну те нови националистички партитократи из ХДЗ-а постављају партијски подобне кадрове не само у државној управи него и у привреди те у свим сферама јавног живота (у свим медијима, културним и образовним установама, спорту) па нестручност “нових људи” доводи до катастрофалног пада у свим сферама друштвеног и привредног живота у Хрватској. У таквим идеолошким чисткама на удару је и ‘основни антифашистички оквир сећања’’, извршена је емотивна (афективна) колективна мобилизација. На тој основи је створен снажан пропагандни апарат. Заокрет је био радикалан од идеологије братства и јединства ка идеологији национализма. Успоставом оваквог режимског једноумља приступило се и етничком чишћењу. Унаточ крајње негативном искуству братоубилачког грађанског рата на тлу Југославије радикалне реакционарне снаге, у Хрватској из религиозних редова и политичких организациј и даље устрају на лустризму, али не због злочина и корумпираности нових капиталистичких власти, вец углавном из реваншизма према антифашизму. Тако предлог лустрације радикалне деснице 1997. у Словенији (Закона о одправи последиц комунистичнега тоталитарнега режима и предлог Ресолуције о протиправнем деловању комунистичнега тоталитарнега режима). доживљава жестоку реакцију и одбацивање антифашистичке и демократске јавности. Трећи разлог недонашања лустрацијског закона јесте шта многи актери нових режима на тлу Југослаавије су били уплетени у рад бивсих тајних служба па тако су, на пример, главни хрватски судионици југословенских тајних служба били и главни актери стварања таквих служби за Туђманов режим, није било никакве политичке воље ни на десници ни на центру за донашање таквог закона. Нешто као закон о лустрацији је Закон о одговорности за кршење људских права донет 2003. у Србији који никад није примењен те му 2013. истекао ‘рок трајања’. ‘Може се рећи да је био грешно зачет па није ни чудо што је потом овако и завршио“, коментар је професор права Владимира Водинелића. Апсурдности постјугословенског лустризма придружила се Бивс Југословенска Република Македонија чија десничарска власт (ВМРО), у општем економском и политичком расулу изазваном рестаурацијом капитализма, прибегавају лустрацији главних 'криваца' за такво стање. ‘бивших Удбаса’. Након донашања Закона, 2009. се формира комисија од 11 чланова која се бави објављивањем имена припадника бивших тајних службa шта изазива јавни медијски линч у макартијевској традицији те без судског поступка донашају одлуку о забрани рада на јавним функцијама “Процес је перципиран као лов на вјештице и обрачун с неистомишљеницима. Уз бројне непоћудне новинаре, правнике, професоре – укључујући и покојнике – лустрирали су и бившег предсједника Уставног суда Трендафила Ивановског с чијим радом владајући нису били задовољни””.. Реаговала је чак и Европска комисија у Бриселу јер су “као основа за лустрацију коришћени политички или партијски разлози“. "Лустрација у Македонији промовирана као алат за прогон злоупотребе, али се претворила у злоупотребу прогона (Мирјана Најчевска, експерт за људска права).

### Контроверзе
I другде је лустризам постао предметом жестоких контроверзи, политичких отпора, па и деломичног и потпуног укидања на основу кршења уставних права. Негде је извршена чистка у идеолошком, антикомунистичком смислу, док су у стварности неки бивши чланови комунистичких и радниċких партија преко ноћи променили идеолошки речник како би постигли своје каријеристичке цијеве на власти и уврстили се у нову владајућу богаташку класу. Како је запазио Џон Елстер “Лустризам је најћешће биo предизборна платформа деснице које су се чврсто држали када су дошли на власт, а нестајао када су социјалдемократске партије дошле на власт.
Политолошка струка замера лустристичком покрету потпуну идеолошку нетрпељивост према свакој левичарској идеји и борби за социјална права, чиме је успостављено ново једноумље онемогућавањем формирање сувислије политичке (партијске) системске опозиције па је тиме нанесен велики ударац стварној демократизацији друштва. Идеолошки необојана правна струка упућује круцијалну замерку самој чињеници да се донашају посебни лустристички закони за циљају политичку групацију шта води идеолошким чисткама, а не увођењу правде.
Социолози виде највећу негативност лустрације јер су је повели следбеници неоконзевативног либерализма и радикалног национализма те најчешће лустризам стављају у шири друштвени контекст који прати процес рестаурације капитализма. Како се лустристички покрети и идеологија темеље најчешће на радикалном национализму често измешаним и са религиозним фундаментализмом са основним циљем увођења социјалног мира уништењем сваке опозиције темељене на социјалној правди, шта не доводи до пораста поверења у власт, већ супротно.
Многе жртве лустризма су се избориле за правду пред Европским судом за људска права који лустрацију дефинише као административну рестрикцију права на посао у државном и јавномс сектору. Лустрација се може сматрати процесом у јавном интересу на самом почетку, када се он односи на стављање ван службе старих комунистичких функционара како би се осигурало да се држава неће вратити на старо. Међутим, с протоком времена, ризик за тако нешто опада, па тако и потреба за лустрацијом. Десет или више година након слома источног блока, констатира Суд, то што је нетко био члан комунистичке партије или тајних служби више не угрожава друштво те стога нема оправдања.

## Повезано
- сатурналије
- макартизам
- антикомунизам
- дeкoмунизaцијa
- нeoфaшизaм
- тoтaлитaҏизaм
- ocтрaцизaм